# Larinia strandi
Larinia strandi är en spindelart som beskrevs av Lodovico di Caporiacco 1941. Larinia strandi ingår i släktet Larinia och familjen hjulspindlar.
Artens utbredningsområde är Etiopien. Inga underarter finns listade i Catalogue of Life.